# Tribalismus
Tribalismus (von lat. tribus = Stamm, engl. tribalism = Stammeszugehörigkeit) steht in der Politikwissenschaft für Stammes-Denken, bzw. Stammes-Bewusstsein sowie eine stammesgebundene Politik.

## Merkmale

### Stammesgesellschaften
Tribale Gesellschaften zeichnen sich durch Verwandtschaftsbeziehungen unter den Eliten, einen gemeinsamen Namen (Großfamilien) sowie eine von der Gruppe geteilten Kultur und Tradition aus, nicht notwendig auch ein gemeinsames Territorium. Daraus kann eine politische oder religiöse Ordnung segmentierter Clans hervorgehen. Nach Lewis Henry Morgan fanden sich tribale Gesellschaften sowohl in den antiken Gesellschaften Europas (Gentes der griechischen und römischen Antike) als auch bei den Indianern Nordamerikas. Für Vine Deloria vom Volk der Dakota ist Tribalismus eine Art Gefühlszustand des „nicht alleine gelassen seins“, bei dem sich das Individuum sicher und aufgehoben fühlt. Tribalismus wird auch für afrikanische Stammesgesellschaften angenommen oder die Nachfahren der Beduinenstämme im Nahen Osten.
Soweit sich tribale Gesellschaften durch eine klare Abgrenzung ihrer Identität gegenüber anderen Stämmen definieren (Ethnogenese), wird Tribalismus als der Bildung von Nationalstaaten hinderlich erachtet. Zudem besteht in tribalen Gesellschaften vielfach eine klare Hierarchie, rechtliche und soziale Ungleichheit und mangelnde politische Teilhabe unterprivilegierter Gruppen.

### Afrikanischer Kontinent
Die Begriffe Tribalismus und Stamm sind durch die Kolonialzeit als Charakterisierung „primitiver“ Gesellschaften vorbelastet und werden heutzutage in der Ethnologie nicht mehr verwendet.
Die Aufrechterhaltung der von den europäischen Kolonialmächten ohne Rücksicht auf ethnische Einheiten gezogenen Landesgrenzen und die in unterschiedlichem Maße „modernisierte“ Geisteshaltung innerhalb der einzelnen Völker und Gesellschaften erschweren in vielen afrikanischen Staaten nach Erlangung der politischen Unabhängigkeit den nationalen Zusammenhalt. Folge sind langwierige Konflikte wie im Biafra-Krieg, dem Sezessionskrieg im Südsudan, zwischen Xhosa und Zulu in Südafrika bis hin zum Völkermord in Ruanda.
Anthropologen bezeichnen die vorkoloniale Struktur zudem als akephal, was die Anerkennung einer zentralen politischen Autorität zusätzlich erschwert.

## Tribalismus heute

### Politischer Tribalismus
Im angelsächsischen Sprachraum werden gegenwärtige politische oder allgemein gesellschaftliche Differenzen und Spaltungen als Tribalismus bezeichnet, so von Autoren wie Andrew Sullivan und Ezra Klein. Die „Stämme“, z. B. die „Ostküstenelite“ und das „Rust Belt-Proletariat“ grenzen sich als Milieu und Lager voneinander ab und gelangen nicht zu (nationalen) Kompromissen.
Mit der sog. Identitätspolitik zersplittere die Gesellschaft in immer neue Kollektive, die für ihre partikularen Gruppeninteressen kämpfen (Tribalisierung).

### Neutribalismus
Neutribalismus ist eine politikwissenschaftliche Bezeichnung für eine postmoderne urbane Subkultur, die nicht auf Verwandtschaftsbeziehungen beruht, sondern auf einem freiwilligen Zusammenschluss ihrer Mitglieder. Der Begriff geht zurück auf den französischen Soziologen Michel Maffesoli. Aufgrund der wachsenden Verunsicherung durch den Wegfall von Institutionen und das Verschwinden einer klaren Gesellschaftsstruktur in Klassen und Schichten komme es zu einer Rückbesinnung auf archaische Muster der Vergemeinschaftung.
In Philosophie und Sozialpsychologie wird der neue Tribalismus auch als Kommunitarismus bezeichnet.
Neutribalistische Gemeinschaften entwickeln eine dem Tribalismus ähnliche Lebensform, erweitert um die Dimension digitaler Vernetzung. Sie können auf Dauer angelegt (Ökosiedlung) oder temporär begrenzt sein (Burning Man oder Fusion Festival) und zeichnen sich durch ein spezifisches Zusammengehörigkeitsgefühl sowie bestimmte gemeinsame Rituale aus.
US-amerikanische Kulturkritiker wie John Zerzan und Daniel Quinn verwenden das Wort Tribalismus für eine offene, egalitäre und kooperative Gemeinschaft, die sich von der kommunistischen Utopie in erster Linie durch ihre signifikant kleinere Größe der Lebensgemeinschaften unterscheidet. Neue Tribalisten betrachten ihr „Utopia“ als den natürlichen Lebenszustand des Menschen, der seit Jahrzehntausenden bewährt sei.
Das Konzept des „Neotribalismus“ ist unter Anhängern der Goatrancebewegung populär und lässt sich auch auf andere moderne Subkulturen übertragen.

### Prozess der Gruppenbildung
Nach dem Soziologen Ferdinand Tönnies zeichnet sich eine Gruppe im Sinne einer Gemeinschaft im Gegensatz zur Gesellschaft durch Vertrautheit, gemeinsame Interessen und Ziele, Wertvorstellungen und Rituale aus. Tribalismus ist danach eine Form des Lebens in Gemeinschaften. Der Begriff des digitalen Tribalismus wird auch für anonyme Usergruppen verwendet, die sich lediglich aufgrund ihres gemeinsamen Nutzerverhaltens als zusammengehörig empfinden.
Eine grundsätzlich tribalistische Neigung des Menschen findet sich in modernen Gesellschaften in Form von Clubs, Vereinen und anderen sozialen Gruppen, aber auch Gesellschaften und gemeinsamen kommerziellen Unternehmungen.